# 207

## Nașteri
- dată necunoscută: Aemilianus  (d. 253)